# Pompeje (film, 2014)
Pompeje je americký film od režiséra Paula W. S. Andersona, v hlavní roli Kit Harington, Emily Browning, a Kiefer Sutherland. Do kin vstoupil v březnu 2014.

## Děj
Příběh se odehrává v roce 79 našeho letopočtu, kdy vybuchne sopka Vesuv a zničí všechno, co jí stojí v cestě. Mladý gladiátor Milo se musí z bouřícího pekla dostat pryč a při tom zachránit svou lásku Cassii. Do cesty se jim postaví spousta nepříjemných situací a jedna se jim stane osudnou. Pyroklastická vlna, která pohřbívá město velice rychlým tempem, pohltí Mila i Cassii v milostném objetí.

## Obsazení
- Kit Harington jako Milo (otrok, který se stal gladiátorem)
- Emily Browning jako Cassia
- Kiefer Sutherland jako Corvus
- Jared Harris jako Lucretius
- Jessica Lucas jako Ariadne
- Adewale Akinnuoye-Agbaje jako Atticus
- Carrie-Anne Moss jako matka Cassie
- Paz Vega jako Flavia
- Joe Pingue jako Graecus

- Jean-Francois Lachapelle jako Milův otec

- Rebecca Eady jako Milova matka

- Currie Graham jako Bellator

## Historická přesnost
Producenti si dali s filmem velice zabrat. Snažili se film udělat tak, aby přesně odpovídal události z roku 79 našeho letopočtu. Sehnali a prostudovali spousty historických spisů o události v Pompejích.
Film odpovídá dopisu Plinia mladšího Tacitovi.